# اسیویسین
اسیویسین (به انگلیسی: Acivicin) یک ترکیب شیمیایی با شناسه پاب‌کم ۲۹۴۶۴۱ است. که جرم مولی آن ۱۷۸٫۵۷۴ g/mol می‌باشد.